# San Basile
San Basile é uma comuna italiana da região da Calábria, província de Cosenza, com cerca de 1.283 habitantes. Estende-se por uma área de 18 km², tendo uma densidade populacional de 71 hab/km². Faz fronteira com Castrovillari, Morano Calabro, Saracena.

## Demografia
| Variação demográfica do município entre 1861 e 2011                               |
|                                                                                   |
| Fonte: Istituto Nazionale di Statistica (ISTAT) - Elaboração gráfica da Wikipedia |